# Marek Matiaško
Marek Matiaško, né le 29 octobre 1977 à Bojnice, est un biathlète slovaque. 

## Biographie
Marek Matiaško commence sa carrière avec l'équipe nationale lors de la saison 1996-1997, où il participe à la Coupe du monde et aux Championnats du monde junior, y décrochant une médaille de bronze.
Il obtient son premier top dix dans l'élite en se classant septième de l'individuel des Championnats du monde d'Oslo en 2000. En 2002, il prend part à ses premiers jeux olympiques à Salt Lake City.
Matiaško termine cinquième de l'individuel 20 km lors des Jeux olympiques d'hiver de 2006 à Turin (1 faute au tir), après des débits difficiles au sprint, obtenant le meilleur résultat d'un biathlète slovaque masculin depuis l'indépendance. Pavol Hurajt améliore ce résultat de deux rangs en 2010 sur la mass start.
Il prend part aussi aux Jeux olympiques de Vancouver en 2010, sa dernière saison internationale.
Son frère Miroslav Matiaško fait aussi partie de l'équipe nationale slovaque de biathlon.

## Palmarès

### Jeux olympiques
| Épreuve / Édition   | Individuel | Sprint | Poursuite | Départ en masse                  | Relais |
| Salt Lake City 2002 | 52e        | 39e    | 43e       | Épreuve inexistante à cette date | -      |
| Turin 2006          | 5e         | 71e    | -         | 27e                              | 14e    |
| Vancouver 2010      | 33e        | 66e    | -         | -                                | 15e    |

- - : pas de participation à l'épreuve.
- : épreuve inexistante lors de cette édition.

### Championnats du monde
| Épreuve / Édition                      | Individuel                       | Sprint                           | Poursuite                        | Départ en masse                  | Relais                           | Relais mixte                     |
| Mondiaux 1997 Osrblie                  | -                                | 51e                              | -                                | Épreuve inexistante à cette date | 19e                              | Épreuve inexistante à cette date |
| Mondiaux 1998 Pokljuka                 | Épreuve inexistante à cette date | Épreuve inexistante à cette date | Abandon                          | Épreuve inexistante à cette date | Épreuve inexistante à cette date | Épreuve inexistante à cette date |
| Mondiaux 1999 Kontiolahti              | Épreuve inexistante à cette date | 76e                              | -                                | Épreuve inexistante à cette date | -                                | Épreuve inexistante à cette date |
| Mondiaux 1999 Oslo-Holmenkollen        | 70e                              | Épreuve inexistante à cette date | Épreuve inexistante à cette date | -                                | Épreuve inexistante à cette date | Épreuve inexistante à cette date |
| Mondiaux 2000 Oslo-Holmenkollen/ Lahti | 7e                               | 47e                              | 28e                              | -                                | -                                | Épreuve inexistante à cette date |
| Mondiaux 2001 Pokljuka                 | 34e                              | 39e                              | 26e                              | 29e                              | 18e                              | Épreuve inexistante à cette date |
| Mondiaux 2003 Khanty-Mansiïsk          | 64e                              | 41e                              | 46e                              | -                                | 14e                              | Épreuve inexistante à cette date |
| Mondiaux 2004 Oberhof                  | 29e                              | 63e                              | -                                | -                                | 10e                              | Épreuve inexistante à cette date |
| Mondiaux 2005 Hochfilzen               | 49e                              | 72e                              | -                                | -                                | 14e                              | Épreuve inexistante à cette date |
| Mondiaux 2005 Khanty-Mansiïsk          | Épreuve inexistante à cette date | Épreuve inexistante à cette date | Épreuve inexistante à cette date | Épreuve inexistante à cette date | Épreuve inexistante à cette date | 16e                              |
| Mondiaux 2006 Pokljuka                 | Épreuve inexistante à cette date | Épreuve inexistante à cette date | Épreuve inexistante à cette date | Épreuve inexistante à cette date | Épreuve inexistante à cette date | 25e                              |
| Mondiaux 2007 Antholz-Anterselva       | 27e                              | 71e                              | -                                | -                                | 15e                              | 15e                              |
| Mondiaux 2008 Östersund                | 16e                              | 56e                              | 42e                              | -                                | 9e                               | 14e                              |
| Mondiaux 2009 Pyeongchang              | 57e                              | 56e                              | DNS                              | -                                | 12e                              | -                                |

Légende :

DNS : n'a pas pris le départ

 : épreuve inexistante

- : n'a pas participé à l'épreuve

### Coupe du monde
- Meilleur classement général : 44e en 2003.
- Meilleur résultat individuel : 5e.

#### Classements annuels
| Année | Classement général final |
| 2000  | 50e                      |
| 2001  | 53e                      |
| 2002  | 52e                      |
| 2003  | 44e                      |
| 2004  | 82e                      |
| 2006  | 47e                      |
| 2007  | 78e                      |
| 2008  | 74e                      |
| 2009  | 92e                      |
| 2010  | 106e                     |

### Championnats du monde junior
- Médaille de bronze du sprint en 1997.

### Championnats du monde de biathlon d'été
- Médaille de bronze du relais et de la mass start en 2003.
- Médaille de bronze du relais en 2004.
- Médaille d'argent du sprint en 2007.